# Tessi
Tessi est une entreprise française, spécialisée dans l'externalisation des processus d'affaires. Elle accompagne d'autres entreprises dans la numérisation de tout ou partie de leurs activités.

## Histoire
L'entreprise française Tessi est fondée en 1971. De 2001 à 2021, la société est cotée à la bourse de Paris.
Au cours des années 2000, elle consolide son développement par croissance externe. Une stratégie poursuivie durant la décennie 2010, avec, en 2011, l'acquisition de l'éditeur de logiciels Logidoc, celle, en 2017, d'un acteur du marché de la cyber sécurité : Dhimyotis, puis, l'année suivante, celle du spécialiste espagnole du cloud computing Todo en Cloud. Continuant sa diversification métier, l'entreprise installée à Grenoble, en France, rachète le gestionnaire de centres d'appels ADM Value, en juillet 2019, pour un montant de 110 millions d'euros. La même année, en reprenant Orone France, une société basée à Rouen, Tessi se rapproche de son coeur historique d'activité de traitement de chèques.
En mars 2020, afin de faire face au ralentissement économique imposé par la pandémie de Covid-19 en France, l'entreprise adopte un régime d'activité partielle et généralise le télétravail.
En mars 2022, le Groupe lance sa Digital Factory, Innovation&trust. Elle regroupe un ensemble de compétences technologiques, d’actifs numériques et de ressources R&D du Groupe. Dédiée à l’amélioration du parcours client par la data, l’automatisation et l’innovation, Innovation&trust vise à développer des produits innovants 100 % digitaux, qui vous permettent d’offrir des expériences Human Interactive à vos propres clients, tout au long de leur parcours. 
En mai 2022, Tessi poursuit ses investissements dans le domaine de l’expérience client en intégrant VILT à sa Business Unit Conseil & Intégration.
En avril 2023, Tessi obtient la certification ISO 27 701 de son centre de Bordeaux (activités hébergement et exploitation) .
Le 21 décembre 2023, la Commission Nationale de l’Informatique et des Libertés (CNIL) a approuvé les « Binding Corporate Rules sous-traitant » du groupe Tessi.  Ces règles d’entreprise contraignantes (BCR) permettent à Tessi d’encadrer les transferts intra-groupe de données en dehors de l’Union Européenne (UE), en s’appuyant sur un outil légal de conformité homogène et global à l’échelle du Groupe, dont le dispositif est prévu par l’article 47 du Règlement Général sur la Protection des Données (RGPD). 
En septembre 2024, Tessi franchit une nouvelle étape dans la facturation électronique en obtenant le statut de plateforme de dématérialisation partenaire (PDP).

## Activités
L'activité de Tessi se déploie sur six axes :
- La numérisation des processus documentaires ;
- Le back office métier ;
- La relation client et le marketing ;
- Le conseil ;
- L'édition de logiciels ;
- Les data center services et le cloud computing.

## Données financières
| Années             | 2008 | 2009  | 2010  | 2011  | 2012  | 2013  | 2014  | 2015  | 2016 | 2017  | 2018  | 2019  | 2020  | 2021 | 2022 | 2023 |
| ------------------ | ---- | ----- | ----- | ----- | ----- | ----- | ----- | ----- | ---- | ----- | ----- | ----- | ----- | ---- | ---- | ---- |
| Chiffre d'affaires | 204  | 224,2 | 235,1 | 261,8 | 246,5 | 239,2 | 247,1 | 290,1 | 404  | 426,6 | 427,8 | 452,0 | 412,6 | 475  | 513  | 532  |